# 사무드라 만타나

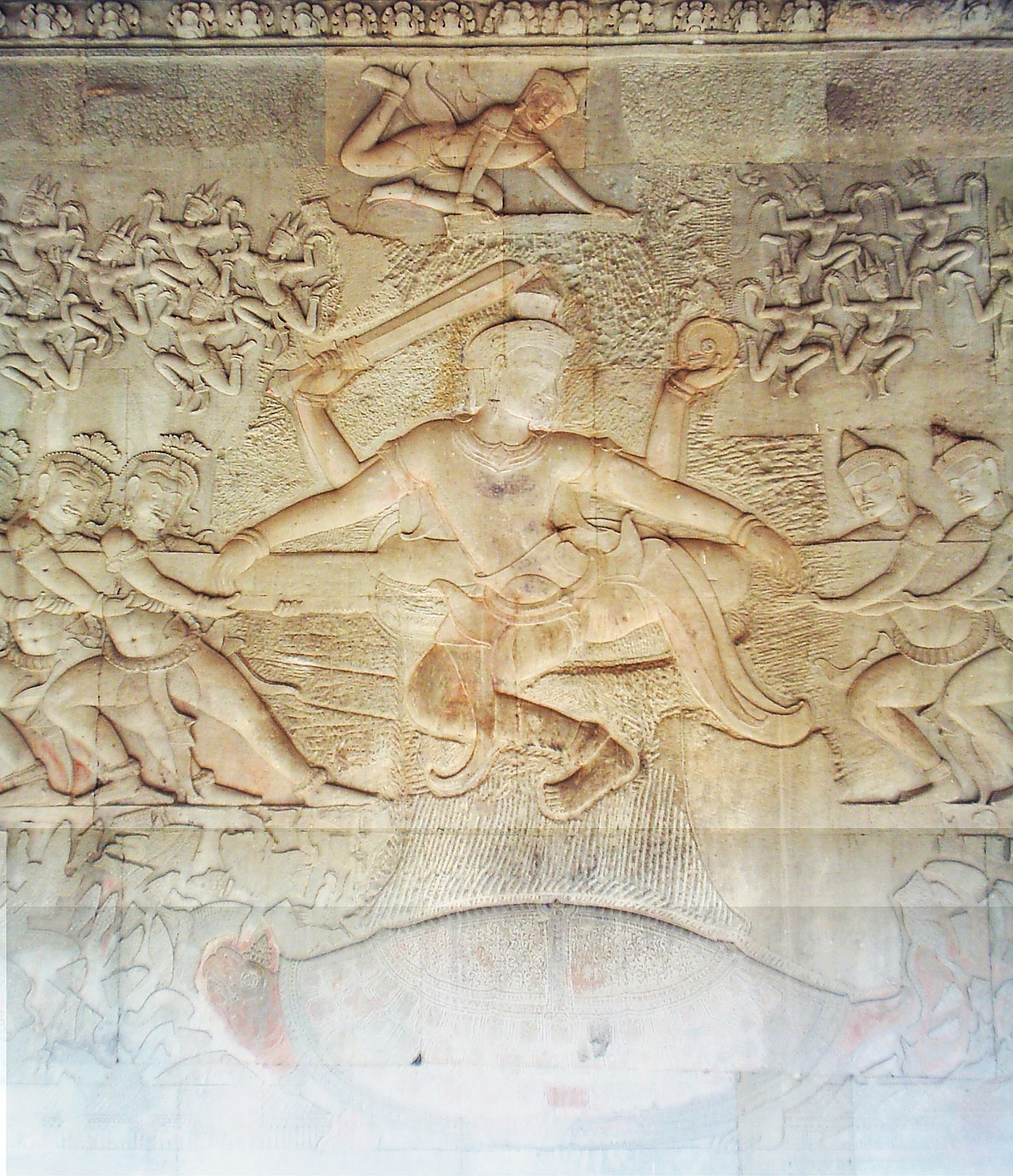
캄보디아의 앙코르와트에 있는 부조. 중간에 만다라 산과 쿠르마로 변한 비슈누가 보이고, 왼쪽엔 아수라, 오른쪽엔 신들이 보인다.

사무드라 만타나(산스크리트어: मुद्र मंथन) 또는 유해교반(乳海攪拌) 설화는 바가바타 푸라나, 마하바라타, 비슈누 푸라나에서 언급된 설화로 인도 신화의 여러 전설들 중에서도 제일 널리 알려진 이야기 중 하나이다.

## 이야기
태초부터 신과 아수라, 즉 악마는 서로 싸움을 벌였다. 그러나 아수라들이 더 강했고, 신들은 몰살당할 위험에 처하게 된다. 그러자 신들이 모여서 방법을 논의했는데, 유일한 방법은 불멸을 얻는 것이었다. 신들은 비슈누에게 가서 영생의 약 암리타를 얻기 위해 우유 바다를 휘젓게 해 달라고 요청했고, 비슈누는 요청을 받아들이면서 다음과 같은 조건을 제시했다.
- 아수라의 도움이 필요하니 암리타를 나눠 주겠다고 속이고 동참시킨다.
- 만다라 산을 뽑아 와서 회전축으로 삼는다.
- 거대한 뱀인 나가로 만다라 산을 휘감는다.

그런 다음 비슈누는 거대한 거북인 쿠르마로 변해서 만다라 산이 가라앉지 않게 떠받쳤다. 이렇게 해서 천 년 동안 우유 바다를 휘젓게 된다.
처음의 물결 속에서 불순물이 응축된 푸른 독약이 형성되었는데, 그 독이 퍼지는 것을 막기 위하여 시바 신이 그 독을 목 안으로 삼켰기 때문에 시바의 목은 검푸른 색이 되었고, 이어 흰 암소, 흰 말, 바루니(술의 여신), 라크슈미, 압사라가 나오고 신들의 의사 단반타리는 암리타가 든 호리병을 들고 태어났다. 암리타를 신들이 먹을 때 아수라들도 변장해서 먹었고, 그 결과 오늘날까지 신과 아수라가 싸우게 되었다.